# Кутильяно
Кутильяно (итал. Cutigliano) — фракция в коммуне Абетоне Кутильяно в Италии, располагается в регионе Тоскана, в провинции Пистоя.
Население составляет 399 человек (2011), плотность населения составляет 9,08 чел./км². Занимает площадь 44 км². Почтовый индекс — 51024. Телефонный код — 0573.
Покровителем коммуны почитается святой апостол Варфоломей, празднование 24 августа.
С 1 января 2017 года она становится столицей новой коммуны Абетоне Кутильяно , созданной в результате слияния с Абетоне.

## Демография
Динамика населения:

## Администрация коммуны
- Официальный сайт: https://web.archive.org/web/20110310094335/http://www.comune.cutigliano.pt.it/

## Примечание
1. ↑  [Abetone, Cutigliano] Sì alla fusione tra Abetone e Cutigliano: accorpamento approvato dal Consiglio regionale - gonews.it. web.archive.org (23 июня 2016). Дата обращения: 1 декабря 2019. Архивировано из оригинала 23 июня 2016 года.